# Johann Kamps
Peter Johannes „Johann“ Kamps (* 19. April 1890 in Krefeld; † 20. November 1943 in Hamburg) war ein deutscher Architekt.

## Leben und Wirken
Johann Kamps absolvierte nach der Schule höchstwahrscheinlich kein Studium. 1909 nahm er eine Stelle bei der Königlich-Preußischen Eisenbahn-Direktion in Krefeld an, wo er Carl Bensel kennenlernte, der hier seit 1905 arbeitete. 1910 gingen beide nach Düsseldorf, wo sich Bensel als Architekt selbstständig machte und Kamps in dessen Büro mitarbeitete. Bensel nahm erfolgreich an einem Wettbewerb für die Randbebauung der Mönckebergstraße in Hamburg teil. Seine Entwürfe für Kontorhäuser galten als die progressivsten Bauwerke, die im Stil der Reformarchitektur zu dieser Zeit in der Hansestadt gebaut wurden. 1913 zogen Bensel und Kamps nach Hamburg, um diese Bauwerke zu realisieren.
Während des Ersten Weltkriegs erhielt das Büro nahezu keine Aufträge; auch nach Kriegsende nahmen die Bautätigkeiten inflationsbedingt bis Ende 1923 nur langsam zu. Ab 1924 arbeitete Bensel wieder gemeinsam mit Kamps. Bensel erstellte die Pläne und engagierte sich in der Kulturpolitik, Kamps organisierte oftmals die Bautätigkeiten. In der Folgezeit erstellte Kamps auch eigene Pläne für insgesamt 10 Kirchen in Hamburg. Er gehörte damit zu einem der bedeutendsten Architekten, nach deren Pläne Kirchen zwischen den beiden Weltkriegen in Hamburg errichtet wurden. Kamps war katholischen Glaubens und plante daher Bauwerke für die katholische Kirche, Bensel verwirklichte evangelische Kirchen.
Während des Zweiten Weltkriegs beteiligten sich Kamps und Bendel an Wettbewerben und führten im Auftrag von Konstanty Gutschow Städtebaumaßnahmen durch. Während der Operation Gomorrha wurde die Wohnung des Architekten beschädigt, Kamps selbst erlitt dabei vermutlich Verletzungen. Gemeinsam mit seiner Frau Marie verbrachte er die Folgezeit in Othmarschen bei Heinrich Amsinck, der ebenfalls Architekt im Büro von Bensel, Kamps & Amsinck war. Johann Kamps starb dort wenige Monate später Ende 1943.

## Bauwerke
Das erste realisierte Kirchengebäude Kamps war die St. Franziskuskirche in Hamburg-Barmbek-Nord. Bei dem 1926/27 errichteten Gebäude orientierte sich der Architekt an den Vorstellungen des in der Weimarer Republik als modern geltenden Neuen Bauens. Bis 1938 entstanden nach seinen Plänen auch die St. Paulus-Kirche in Billstedt (1928/29), die Kirche zur Heiligen Familie in Langenhorn (1935) sowie die St. Theresienkirche in Altona (1937/38). Kamps verwendete zwar auch althergebrachte Elemente wie Backsteinfassaden und sichtbare Holzdecken. Von der Anordnung im Inneren der Kirche wich er jedoch von herkömmlichen Anordnungen ab. So legte er die Bereiche für die Kirchengemeinde und den Altarraum zusammen oder deutete eine Trennung nur an. Diese Bauform setzte sich breitflächig erst mit dem Zweiten Vatikanischen Konzil durch. Kamps versuchte, liturgische Motive architektonisch durch asymmetrische Räume und gerichteten Lichteinfall auszudrücken und Altar und Sakrament in den Mittelpunkt der Kirche zu verlegen.
Nach dem Ende der Weltwirtschaftskrise erhielt Kamps die Möglichkeit, weitere Kirchen planen und umsetzen zu können. Diese Bauwerke erscheinen etwas konservativer, wenngleich Kamps auch hier die Stile der Mitte der 1920er Jahre als modern geltende Kirchbauten aufgriff.